# Али, Артур Фаридович
Арту́р Фари́дович Али́ (род. 1 января 1994, Москва) — российский кёрлингист.
Мастер спорта России (кёрлинг, 2014).
Выступает за клуб ГБУ СШОР «Москвич» (Москва).

## Достижения
- Чемпионат России по кёрлингу среди мужчин: серебро (2019, 2020, 2022, 2024), бронза (2017, 2025).
- Кубок России по кёрлингу среди мужчин: золото (2018, 2019, 2023), бронза (2010, 2022).
- Кубок России по кёрлингу среди смешанных пар: серебро (2019).
- Чемпионат мира по кёрлингу среди юниоров: серебро (2013).
- Первенство Европы по кёрлингу среди юниоров: золото (2015), серебро (2012).

## Команды
| Сезон                                               | Четвёртый          | Третий               | Второй               | Первый            | Запасной                                                                        | Турниры                                   |
| --------------------------------------------------- | ------------------ | -------------------- | -------------------- | ----------------- | ------------------------------------------------------------------------------- | ----------------------------------------- |
| 2009—10                                             | Вадим Стебаков     | Денис Килба          | Александр Челышев    | Артур Али         | Иван Сметанкин                                                                  | КРМ 2009 (5 место) ЧРМ 2010 (4 место)     |
| 2010—11                                             | Вадим Стебаков     | Вадим Раев           | Сергей Манулычев     | Александр Челышев | Артур Али                                                                       | КРМ 2010                                  |
| 2011—12                                             | Евгений Архипов    | Артур Али            | Евгений Рябышев      | Тимур Гаджиханов  | Евгений Тавыриков                                                               | КРМ 2011 (13 место)                       |
| 2011—12                                             | Евгений Архипов    | Сергей Глухов        | Тимур Гаджиханов     | Артур Али         | Дмитрий Миронов тренер: Михаил Брусков                                          | ПЕЮ 2012                                  |
| 2012—13                                             | Евгений Архипов    | Сергей Глухов        | Тимур Гаджиханов     | Артур Али         | Дмитрий Миронов                                                                 | ЧМЮ 2013                                  |
| 2013—14                                             | Артур Али          | Тимур Гаджиханов     | Евгений Тавыриков    | ?                 |                                                                                 | КРМ 2013 (9 место)                        |
| 2013—14                                             | Артур Али          | Сергей Глухов        | Дмитрий Миронов      | Тимур Гаджиханов  | Александр Кузьмин                                                               |                                           |
| 2013—14                                             | Сергей Глухов      | Артур Али            | Дмитрий Миронов      | Тимур Гаджиханов  | Александр Кузьмин                                                               | ЧМЮ 2014 (7-е место)                      |
| 2014—15                                             | Артур Али          | Тимур Гаджиханов     | Александр Кузьмин    | Пантелеймон Лаппо | Михаил Васьков                                                                  | ПЕЮ 2015                                  |
| 2014—15                                             | Артур Али          | Тимур Гаджиханов     | Александр Кузьмин    | Михаил Васьков    | Пантелеймон Лаппо                                                               | ЧМЮ 2015 (9-е место)                      |
| 2015—16                                             | Артур Али          | Артур Ражабов        | Евгений Климов       | Пётр Дрон         |                                                                                 |                                           |
| 2015—16                                             | Евгений Архипов    | Тимур Гаджиханов     | Артур Али            | Александр Кузьмин | Владимир Собакин                                                                | ЧРМ 2016 (6 место)                        |
| 2016—17                                             | Алексей Тимофеев   | Тимур Гаджиханов     | Артур Ражабов        | Артур Али         | Алексей Стукальский тренер: Александр Козырев                                   | ЧЕ 2016 (4-е место)                       |
| 2016—17                                             | Артур Али          | ?                    | ?                    | ?                 |                                                                                 | КРМ 2016 (5 место)                        |
| 2016—17                                             | Алексей Тимофеев   | Тимур Гаджиханов     | Артур Ражабов        | Артур Али         | Евгений Климов тренер: Александр Козырев                                        | ЗУ 2017 (8-е место)                       |
| 2016—17                                             | Тимур Гаджиханов   | Артур Али            | Егор Бураков         | Сергей Андрианов  | Александр Кузьмин                                                               | ЧРМ 2017                                  |
| 2017—18                                             | Евгений Архипов    | Артур Али            | Дмитрий Миронов      | Антон Калалб      | Сергей Глухов                                                                   | ЧРМ 2018 (4-е место)                      |
| 2018—19                                             | Сергей Глухов      | Артур Али            | Дмитрий Миронов      | Антон Калалб      | Евгений Климов (ЧМ) Александр Козырев (ЧРМ) тренер: Александр Козырев (ЧМ, ЧРМ) | КРМ 2018 · ЧМ 2019 (9-е место) · ЧРМ 2019 |
| 2019—20                                             | Артур Али          | Дмитрий Миронов      | Арсений Мешкович     | Степан Севрюков   | Альберт Топчян                                                                  | КРМ 2019                                  |
| 2020—21                                             | Сергей Глухов      | Дмитрий Миронов      | Артур Али            | Антон Калалб      | Егор Волков тренер: Александр Козырев                                           | КРМ 2020 (4 место)                        |
| 2020—21                                             | Сергей Глухов      | Дмитрий Миронов      | Артур Али            | Александр Козырев | тренеры: Александр Козырев, Ефим Жиделев                                        | ЧРМ 2020                                  |
| 2020—21                                             | Сергей Глухов      | Дмитрий Миронов      | Артур Али            | Антон Калалб      | тренеры: Александр Козырев, Ефим Жиделев                                        | ЧРМ 2021 (4 место)                        |
| 2021—22                                             | Артур Али          | Никита Игнатков      | Александр Полушвайко | Арсений Мешкович  | Егор Волков тренеры: Н.В. Налимова, Ефим Жиделев                                | КРМ 2021 (13 место)                       |
| 2021—22                                             | Сергей Глухов      | Дмитрий Миронов      | Артур Али            | Антон Калалб      | тренеры: Александр Козырев, Ефим Жиделев                                        | ЧРМ 2022                                  |
| 2022—23                                             | Сергей Глухов      | Артур Али            | Евгений Климов       | Антон Калалб      | Дмитрий Миронов тренеры: А.Н. Козырев, Е.А. Жиделев                             | КРМ 2022                                  |
| 2022—23                                             | Сергей Глухов      | Евгений Климов       | Дмитрий Миронов      | Антон Калалб      | Артур Али тренеры: А.Н. Козырев, Е.А. Жиделев                                   | ЧРМ 2023 (5 место)                        |
| 2023—24                                             | Дмитрий Миронов    | Сергей Глухов        | Арсений Мешкович     | Антон Калалб      | Артур Али тренеры: Е.А. Жиделев, А.С. Козырев                                   | КРМ 2023                                  |
| 2023—24                                             | Сергей Глухов      | Дмитрий Миронов      | Артур Али            | Антон Калалб      | Арсений Мешкович тренеры: Е.А. Жиделев, А.Н. Козырев                            | ЧРМ 2024                                  |
| 2024—25                                             | Тимофей Насонов    | Артур Али            | Андрей Ильин         | Григорий Лавров   | Антон Калалб тренеры: А.И. Калалб (КРМ), А.Н. Козырев (ЧРМ)                     | КРМ 2024 (4 место) · ЧРМ 2025             |
| Кёрлинг среди смешанных команд (mixed curling)      |                    |                      |                      |                   |                                                                                 |                                           |
| 2008—09                                             | Татьяна Дыбина     | Алексей Марченко     | Евгений Рябышев      | Екатерина Баскова | Артур Али                                                                       | ЧРСК 2009 (17 место)                      |
| 2010—11                                             | Артур Али          | Надежда Лепезина     | Евгений Рябышев      | Юлия Светова      |                                                                                 | ЧРСК 2011 (15 место)                      |
| 2011—12                                             | Артур Али          | Алина Биктимирова    | Тимур Гаджиханов     | Надежда Лепезина  |                                                                                 | ЧРСК 2012 (10 место)                      |
| 2013—14                                             | Евгений Архипов    | Алина Биктимирова    | Артур Али            | Алина Андросова   |                                                                                 | ЧРСК 2014 (7-8 место)                     |
| 2014—15                                             | Артур Али          | ?                    | Тимур Гаджиханов     | ?                 |                                                                                 | КРСК 2014 (9 место)                       |
| 2019—20                                             | Ольга Жаркова      | Артур Али            | Софья Ткач           | Антон Калалб      |                                                                                 | КРСК 2019 (9 место)                       |
| 2022—23                                             | Дмитрий Миронов    | Юлия Портунова       | Артур Али            | Юлия Чемоданова   | тренеры: А.С. Козырев, Е.А. Жиделев                                             | ЧРСК 2023 (5 место)                       |
| Кёрлинг среди смешанных пар (mixed doubles curling) |                    |                      |                      |                   |                                                                                 |                                           |
| 2011—12                                             | Артур Али          | Анастасия Прокофьева |                      |                   |                                                                                 | КРСП 2011 (18-20 место)                   |
| 2019—20                                             | Людмила Прививкова | Артур Али            |                      |                   |                                                                                 | КРСП 2019 · ЧРСП 2020 (9 место)           |
| 2021—22                                             | Мария Игнатенко    | Артур Али            |                      |                   | тренеры: Н.В. Налимова, Ефим Жиделев                                            | ЧРСП 2022 (11 место)                      |

(скипы выделены полужирным шрифтом)